# Jordi Tardà
Jordi Tardà i Castells (Mataró,Barcelona, 31 de enero de 1955-1 de marzo de 2015), conocido como Jordi Tardà, fue un periodista, crítico musical, promotor musical y escritor catalán.
Empezó trabajando como promotor musical en la empresa de Gay Mercader, participando, por ejemplo, en las gestiones para organizar el primer concierto en España de Rolling Stones. Ese grupo, precisamente, era uno de sus preferidos, hasta el punto de crear la coletilla Paraula de Stone (Palabra de Stone), que utilizaba para enfatizar sus opiniones y finalizar sus programas.
En 1983 se incorpora a la recién creada Catalunya Ràdio, colaborando en diferentes programas musicales como Calendari Pop o Efemèrides musicals.
En 1985 empieza a emitirse su programa Tarda Tardà, título en el que juega con su apellido y la palabra «tarde» en català. El programa mezclaba presentaciones de discos, emisiones de conciertos no editados comercialmente, entrevistas y noticias, todo en torno a la música rock. Entre otras exclusivas Tardà fue el primero en anunciar la inminente muerte de Freddie Mercury o las grabaciones que los Beatles supervivientes estaban haciendo con una cinta con la voz de John Lennon. El programa llegó, prácticamente, a cumplir los 30 años ininterrumpidos en antena, lo que lo convirtió en el más longevo de Europa dedicado a la música moderna.
Jordi Tardà era un reconocido coleccionista de recuerdos de todo tipo relacionados con el rock: 80.000 vinilos, más de un millón de documentos de todo tipo y objetos singulares, como el piano con que John Lennon grabó su último disco. Con parte de esos objetos montaba subastas benéficas en cada edición de la Feria del Disco del Coleccionista que había fundado en 1985 y dirigía desde entonces hasta su desaparición en 2004. En 2011 fundó un efímero Museo del Rock en Barcelona, también basado en su inmensa colección. En sus últimos años también destacó como coleccionista y fan de Tintín, organizando exposiciones con material de su propiedad.
Tardà también escribió varios libros de rock y una novela, además de colaborar durante años con publicaciones como Popular 1.
El último programa de Tarda Tardà dedicado a la gira del disco Born to Run de Bruce Springsteen, se emitió el 28 de febrero de 2015, apenas unos días antes del fallecimiento del locutor.
Jordi Tardà falleció el 1 de marzo de 2015, por problemas respiratorios, en su casa de Mataró.

## Obra publicada
- John Lennon: la biografía de un genio. 1987. Ultramar Editores. ISBN: 8473864654
- Paraula de Stone: darrere l'escenari amb Jordi Tardà (No editado en castellano). 1995. Empúries. ISBN: 8475964702
- Diario de un coleccionista. 2002. Planeta. ISBN: 8408042726
- La puerta del infierno (Ficción). 2007. Tibidabo. ISBN: 9788480333696